# Кюстринский путч
Кюстринский путч (нем. Küstriner Putsch) или путч Бухрукера (по имени его лидера) — попытка государственного переворота против Веймарской республики, предпринятая в Кюстрине 1 октября 1923 года частями военизированного Чёрного рейхсвера под командованием Бруно Эрнста Бухрукера. 
26 сентября 1923 года правительство Густава Штреземана положило конец пассивному сопротивлению оккупации Рура. Это вызвало протест наиболее радикализированных участников пассивного сопротивления оккупации. По приказу руководства рейхсвера необходимо было произвести роспуск рабочих отрядов, что поставило под угрозу экономическое существование многих их членов, получавших зарплату. 
В Кюстринском регионе был выдан ордер на арест Бухрукера, руководителя местного Чёрного рейхсвера, нелегально существовавшего при командовании военного округа. В первую очередь последовавшая акция была попыткой Бухрукера остановить приказ о расформировании подразделений, находящихся под его командованием, и добиться отмены ордера на его арест. Бухрукер приказал рабочим отрядам, расквартированным во внешних фортах крепости Кюстрин, утром 1 октября двинуться в укрепления старого города Кюстрина. Попытка не удалась, так как комендант крепости задержал Бухрукера и вызвал рейхсвер. Части рейхсвера обстреляли путчистов, в результате чего один человек погиб и семь были ранены.
В районе Берлина Шпандау другие путчисты некоторое время контролировали цитадель и форт Ханеберг, но затем были вынуждены сдаться рейхсверу. С 22 по 27 октября 1923 года в Котбусе проходил процесс, на котором за закрытыми дверями судили 14 путчистов, десять из которых были осуждены. Бухрукер был признан виновным в государственной измене и приговорен к тюремному заключению, но был амнистирован после отбытия четырех лет из десятилетнего срока.